# Бажанов, Юрий Павлович

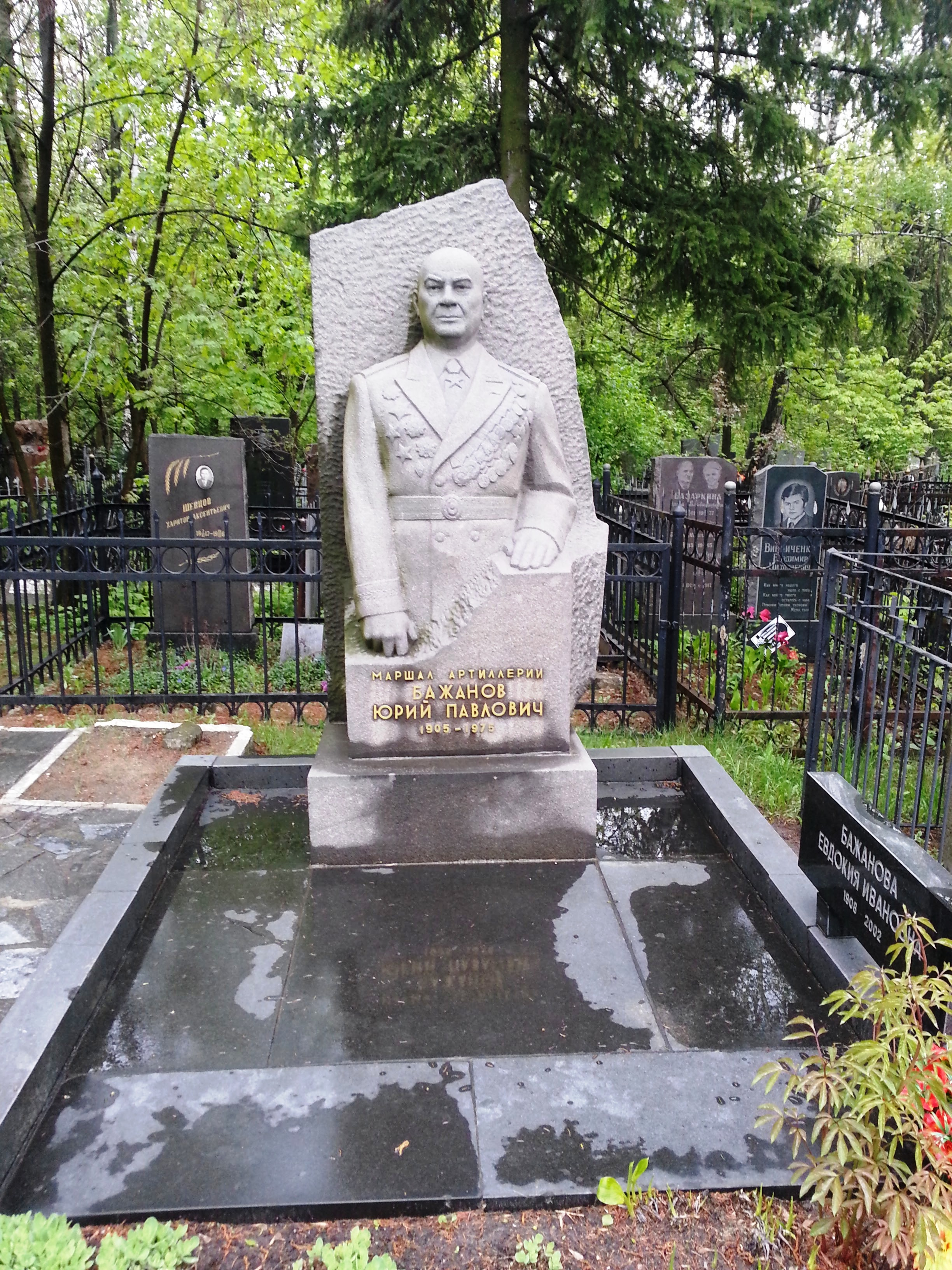
Памятник на могиле Бажанова Ю. П. на кладбище № 2 в Харькове

Ю́рий Па́влович Бажа́нов (10 (23) апреля 1905, Казатин — 8 января 1975, Харьков) — советский военачальник, маршал артиллерии (1965). Профессор (1968), кандидат военных наук (1963).

## Биография до войны
Родился в городе Казатин Киевской губернии (ныне в Винницкой области) в семье железнодорожника. После смерти отца в 1918 году и из-за трудностей гражданской войны вынужден был прервать учёбу в школе и работать по найму. В 1919 году вступил в комсомол, тогда же был зачислен в переменный состав отряда ЧОН и участвовал в борьбе с бандитизмом.
В декабре 1920 года вступил в Красную Армию, служил красноармейцем комендантской роты, экспедитором в политотделе. В 1921 году демобилизован, работал инструктором в Казатинском уездном комитете комсомола. Однако в 1922 году вновь зачислен в РККА и направлен на учёбу. В 1926 году окончил 4-ю Киевскую артиллерийскую школу. С 1926 года служил в артиллерии: командир артвзвода 48-го стрелкового полка 16-й стрелковой дивизии, с 1929 года — помощник командира батареи 2-й артиллерийской бригады. В сентябре 1931 года его направили на учёбу, а в 1936 году он окончил Артиллерийскую академию РККА имени Ф. Э. Дзержинского. С 1936 года — командир артиллерийского дивизиона 19-го корпусного артиллерийского полка в Ленинградском военном округе. С апреля 1938 года был преподавателем на Артиллерийских курсах усовершенствования командного состава РККА, с июля временно исполнял должность начальника этих курсов. Член ВКП(б) с 1929 года.
С октября 1938 года был начальником 1-го Московского артиллерийского училища имени Л. Б. Красина.

## Великая Отечественная война
С началом Великой Отечественной войны продолжал руководить училищем, а также отвечал за формирование на его базе целого ряда артиллерийских частей. В том числе в июне 1941 года сформировал первую батарею реактивных миномётов «Катюш» капитана И. А. Флерова. Затем на базе училища было сформировано 28 дивизионов реактивной артиллерии. Для изучения опыта их применения сам выезжал на Западный фронт. В конце 1941 года организовал эвакуацию училища в город Миасс Челябинской области и в кратчайший срок восстановил на новом неподготовленном месте учебный процесс.
С марта 1942 года был начальником Оперативных групп гвардейских миномётных частей (ОГ ГМЧ) на Северо-Западном и на 1-м Прибалтийском фронтах. Участвовал в Демянской и Старорусской наступательных операциях.
С августа 1944 года по март 1945 года служил заместителем командующего артиллерией 1-го Прибалтийского фронта по ГМЧ. Участвовал в Белорусской, Прибалтийской и Восточно-Прусской наступательных операциях.
В марте — августе 1945 года — командующий артиллерией 39-й армии, наступавшей в Восточной Пруссии и в апреле 1945 года участвовавшей в штурме Кёнигсберга. Летом 1945 года армия была переброшена на Дальний Восток, включена в Забайкальский фронт и принимала участие в разгроме Квантунской армии в Маньчжурии в ходе советско-японской войны.

## После войны

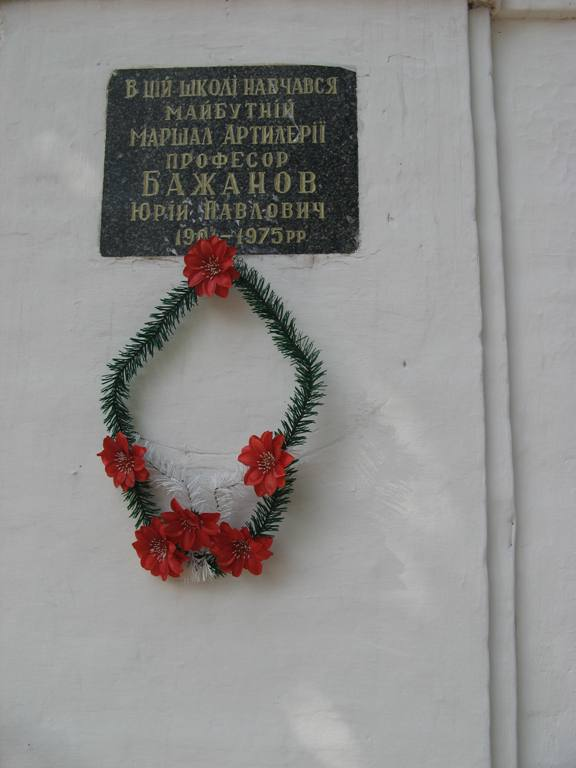
Мемориальная доска на школе в Казатине, в которой учился Ю. П. Бажанов

После Победы продолжал командовать артиллерией той же армии. С июля 1949 по май 1951 года командовал артиллерией Приморского военного округа. Окончил Высшую военную академию имени К. Е. Ворошилова в 1953 году с золотой медалью, в декабре того же года назначен командующим артиллерией Дальневосточного военного округа.
С июня 1955 года по 1973 год был начальником Артиллерийской радиотехнической академии имени Л. А. Говорова в Харькове (в 1968 году преобразована в  Военно-инженерную радиотехническую академию ПВО имени Маршала Советского Союза Л. А. Говорова). Генерал-полковник артиллерии с 18 февраля 1958 года, а 18 июня 1965 года Ю. П. Бажанову было присвоено воинское звание «маршал артиллерии». Профессор (1968). Автор свыше 30 научных трудов.
Являлся кандидатом в члены ЦК Компартии Украины (1966—1975), членом Центральной ревизионной комиссии Компартии Украины (1959—1961). Член Харьковского областного комитета ЦК Компартии Украины (1956—1974). Депутат Верховного совета Украинской ССР 5-7 созывов (1959—1971).
С августа 1973 года — военный инспектор-советник Группы генеральных инспекторов Министерства обороны СССР. Начал писать воспоминания, но эта работа была прервана его смертью, по сохранившимся рукописям была издана их часть о событиях Великой Отечественной войны.

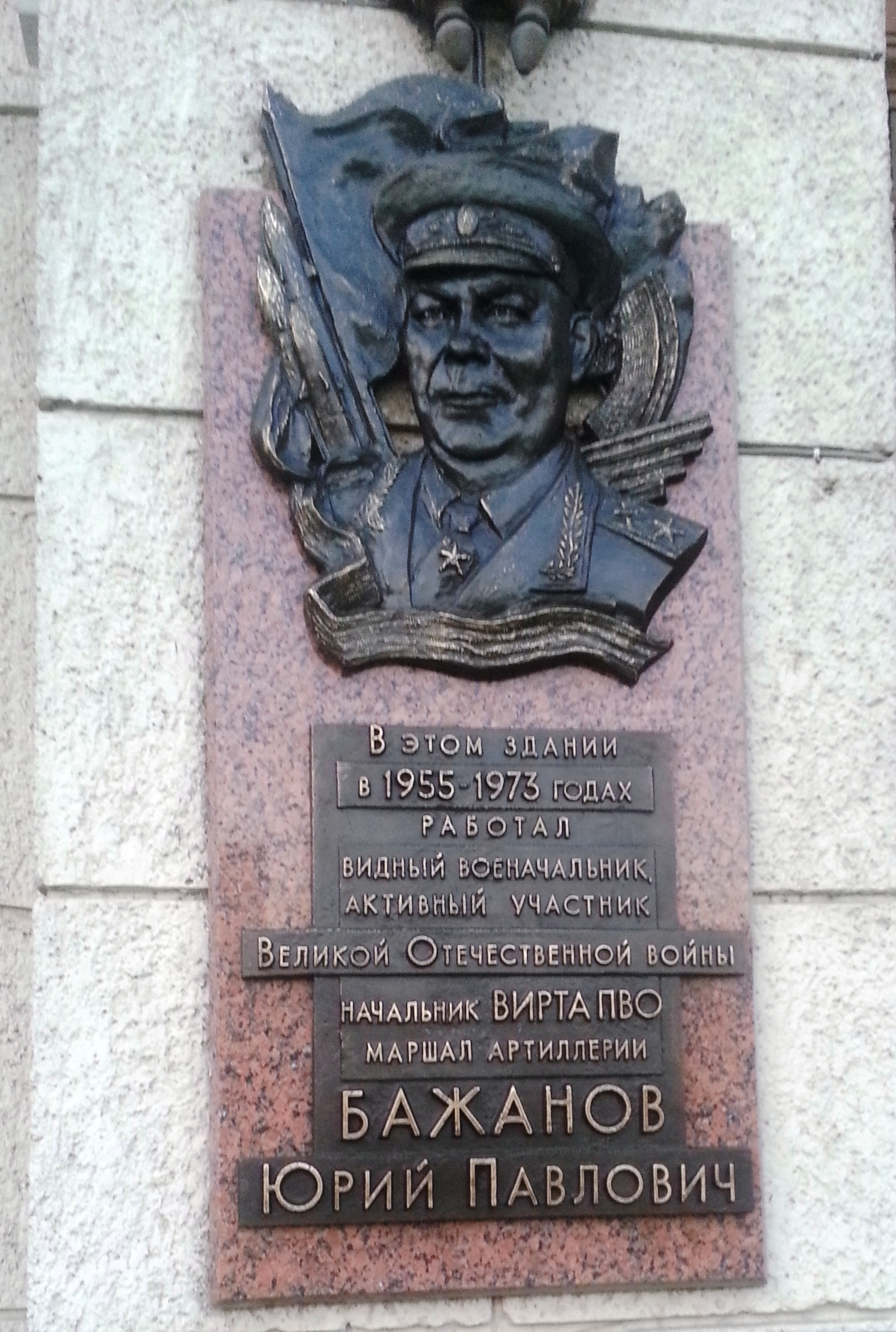
Мемориальная доска в Харькове на здании университета

## Память
- Похоронен на центральной аллее 2‑го городского кладбища Харькова у памятника Героям-освободителям.
- Именем названа одна из улиц Харькова.
- На бывшем здании радиотехнической академии в Харькове установлена мемориальная доска.
- Мемориальная доска установлена на здании школы, в которой он учился (ныне — школа № 2 города Казатин).

## Награды
- Два ордена Ленина (05.11.1946, 15.09.1961);
- Три ордена Красного Знамени (14.02.1943, 03.11.1944, 20.04.1953);
- Два ордена Кутузова 1-й степени (19.04.1945, 08.09.1945);
- Орден Суворова 2-й степени (28.08.1944);
- Орден Кутузова 2-й степени (29.09.1943);
- Два ордена Красной Звезды (29.04.1965, 22.02.1968);
- Медали

Награды иностранных государств
- Орден Красного Знамени (Монголия, 6.07.1971);
- Орден «Юнь-Гуй» (Китайская республика);
- Медаль «20 лет Болгарской народной армии» (Болгария);
- Медаль «Братство по оружию» (Польша);
- Медаль «30 лет Халхин-Гольской Победы» (Монголия, 15.08.1969);
- Медаль «50 лет Монгольской Народной Революции» (Монголия, 16.12.1971);
- Медаль «Китайско-советская дружба» (КНР).

## Сочинения
- Бажанов Ю. П. Наша военная молодость: от солдата до маршала. — Харьков: ФЛП Заугольникова, 2008. — 192 с.

## Семья
Двое сыновей. Младший — Алексей Юрьевич Бажанов (01.06.1949—04.01.2020), полковник. Прах захоронен в могиле отца.